# 에크파이로틱 우주
에크파이로틱 우주(Ekpyrotic universe)는 폴 스타인하트와 닐 튜락이 표준빅뱅이론을 대신하여 만든 모델이다. 에크로파이로틱은 희랍어로, 우주의 대 화재를 뜻한다.
에크로파이로틱 우주 이론에 의하면 우주는 한 번만 태어난 것이 아니라, 탄생과 소멸의 순환으로 몇번에 걸쳐서 탄생되었다고 하며 우주는 브레인(branes)이라고 하는 막들이 약 1조년을 주기로 충돌하며 '빅뱅'을 일으킨다고 한다. 이 대폭발로 우주에 물질과 에너지를 공급한다.

## 같이 보기
- 물리 우주론